# Том Одел
Томас Питер Одел (енгл. Thomas Peter Odell; Чичестер, 24. новембар 1990) британски је кантаутор.

## Дискографија

### Студијски албуми
- (2013)
- (2016)
- (2018)
- (2021)
- Best Day of My Life (2022)
- Black Friday (2024)
- A Wonderful Life (2025)

### издања
- (2012)
- (2013)
- (2016)

## Наступи у Србији
| Датум             | Место    | Простор                    | Напомене                 | Изв.        |
| ----------------- | -------- | -------------------------- | ------------------------ | ----------- |
| 10. јул 2015.     | Нови Сад | Петроварадинска тврђава    | у оквиру фестивала Егзит | [ 1 ]       |
| 12. фебруар 2019. | Београд  | Хала спортова Нови Београд | подршка: Том Спејт       | [ 2 ] [ 3 ] |